# هيلين بروكمان
هيلين بروكمان (بالإنجليزية: Helen Brockman)‏ هي مصممة أزياء أمريكية، ولدت في 24 سبتمبر 1902 في بالو في الولايات المتحدة، وتوفيت في 22 يوليو 2008 في مانهاتن في الولايات المتحدة.